# جياتانو فيسترس
ولد جياتانو أبولين بالداساري فيسترس (بالإنجليزية: Gaetano Apolline Baldassarre Vestris) (في الفترة من 18 أبريل 1729 حتى 1808)، الباليه الفرنسي، في فلورنسا وكان أول ظهور له في الأوبرا في عام 1749.
ولد في عائلة إيطالية تعشق المسرح ودرس الرقص مع لويس دوبري (Louis Dupré) في الأكاديمية الملكية في باريس، والتحق بعد ذلك بـ أوبرا باريس حيث عمل فيها كمدرس للرقص للملك لويس السادس عشر ملك فرنسا كان فيسترس أول راقص يرفض القناع ويكشف عن وجهه في التمثيل الصامت.
بحلول عام 1751، برز نجاحه حتى أصابه الغرور إذ وَردَ عنه أنه قال «لا يوجد في أوروبا إلا ثلاثة عظماء هم ملك بروسيا وفولتير وثالثهما أنا.» وبجانب أدائه الرائع في التمثيل الصامت، كان راقصًا بارعًا. من عام 1770 حتى 1776، كان معلمًا وملحن باليه وتفرغ تمامًا لـ جان جورج نوفري (Jean Georges Noverre) الذي منحه معاش تقاعد.
تزوج فيسترس من الراقصة آنا هينيل (Anna Heinel) ذات الجذور الألمانية التي حققت نجاحًا منقطع النظير في الأوبرا. وظهر مرة أخرى في عمر الواحدة والسبعين بمناسبة الظهور الأول لحفيده.
كان لجياتانو العديد من الأولاد الذين ورثوا منه مهنة الرقص. وكان ابنه غير الشرعي أوجست فيسترس (Auguste Vestris) (في الفترة من 1760 حتى 1842) أعظم الراقصين الذكور في عصره. كان أول ظهور لأوجست في سن الثانية عشرة في أوبرا باريس وأصبح الراقص الأول بها في سن السادسة والثلاثين. كان أول ظهور لابن أوجست فيسترسأوجست أرماند فيسترس (في الفترة من 1788 حتى 1825)، زوج لوسيا إليزابيث فيسترس، التي شاركته نفس المهنة، في الأوبرا في عام 1800، ولكنه غادر باريس متوجهًا لـ إيطاليا وفيينا ولم يعد إلى فرنسا ثانية. تزوج أنجيولو فيسترس (1730–1809) شقيق جياتانو من ماري روز جورجو (Marie Rose Gourgaud)، شقيقة الممثل ديجازون (Dugazon). اشتهرت شقيقتهم تريز بكثرة معجبيها مقارنة بأدائها في الرقص.